# Talking Heads: 77
Talking Heads: 77 is het debuutalbum van de Amerikaanse postpunkgroep Talking Heads. Het album werd op 16 september 1977 uitgebracht door Sire in de VS en Philips in Europa en Japan.

## Achtergrond
Op het debuutalbum van Talking Heads klinken de invloeden van bubblegum uit eind jaren 60, Motown en Caribische muziek. David Byrne zegt zijn nerveuze en afstandelijke teksten met een gespannen stem op, "als een krankzinnige die wanhopig probeert normaal te klinken". De groep had met de single Psycho killer een bescheiden hit, voornamelijk in Nederland en België.

## Nummers

### Kant één
Alle muziek en teksten zijn geschreven door David Byrne, tenzij anders aangegeven. 
| Nr. | Titel                     | Duur |
| --- | ------------------------- | ---- |
| 1.  | Uh-oh, love comes to town | 2:48 |
| 2.  | New feeling               | 3:09 |
| 3.  | Tentative decisions       | 3:04 |
| 4.  | Happy day                 | 3:55 |
| 5.  | Who is it?                | 1:41 |
| 6.  | No compassion             | 4:47 |

### Kant twee
| 7.                 | The book I read                                  | 4:06 |
| 8.                 | Don't worry about the government                 | 3:00 |
| 9.                 | First week/last week ... carefree                | 3:19 |
| 10.                | Psycho killer (Byrne/Chris Frantz/Tina Weymouth) | 4:19 |
| 11.                | Pulled up                                        | 4:29 |
| Totale duur: 38:37 |                                                  |      |

## Bezetting

### Talking Heads
- David Byrne – gitaar, leadzang
- Chris Frantz – drumstel, steeldrum
- Jerry Harrison – gitaar, toetsen, achtergrondzang
- Tina Weymouth – basgitaar

### Productie
- Tony Bongiovi – productie
- Lance Quinn – productie
- Talking Heads – productie
- Ed Stasium – techniek
- Joe Gastwirt – mastering